# Filmografia lui Donald Sutherland
Filmografia completă a lui Donald Sutherland:

## Film
| Film                                    | An   | Rol                                             | Regizor                       | Note |
| --------------------------------------- | ---- | ----------------------------------------------- | ----------------------------- | --- |
| The World Ten Times Over                | 1963 | Om înalt în clubul de noapte                    | Wolf Rilla                    | Nemenționat |
| Castle of the Living Dead               | 1964 | Sgt. Paul / The witch / The old man             | Directorul Kiefer             | |
| Fanatic                                 | 1965 | Joseph                                          | Silvio Narizzano              | |
| Dr. Terror's House of Horrors           | 1965 | Dr. Bob Carroll                                 | Freddie Francis               | Segmentul: "Vampire" |
| The Bedford Incident                    | 1965 | Hospitalman Nerney                              | James B. Harris               | |
| Promise Her Anything                    | 1966 | Autograph-seeking Father                        | Arthur Hiller                 | Nemenționat |
| Billion Dollar Brain                    | 1967 | Informatician                                   | Ken Russell                   | |
| The Dirty Dozen                         | 1967 | Vernon L. Pinkley                               | Robert Aldrich                | |
| The Shuttered Room                      | 1967 | Zebulon (voce)                                  | David Greene                  | |
| Sebastian                               | 1968 | Ackerman                                        | David Greene                  | |
| Joanna                                  | 1968 | Lord Peter Sanderson                            | Mike Sarne                    | |
| The Split                               | 1968 | Dave Negli                                      | Gordon Flemyng                | |
| Interlude                               | 1968 | Lawrence                                        | Kevin Billington              | |
| Oedipus the King                        | 1968 | Chorus Leader                                   | Philip Saville                | |
| M*A*S*H                                 | 1970 | Captain Benjamin Franklin "Hawkeye" Pierce      | Robert Altman                 | Nominalizare — Golden Globe Award for Best Actor – Motion Picture Musical or Comedy Nominalizare — Laurel Award for Top Male Comedic Performance                                                                                                   |
| Start the Revolution Without Me         | 1970 | Charles Coupé / Pierre DeSisi                   | Bud Yorkin                    | |
| Kelly's Heroes                          | 1970 | Sergentul "Oddball"                             | Brian G. Hutton               | |
| The Act of the Heart                    | 1970 | Părintele Michael Ferrier                       | Paul Almond                   | |
| Alex in Wonderland                      | 1970 | Alex Morrison                                   | Paul Mazursky                 | |
| Little Murders                          | 1971 | Rev. Dupas                                      | Alan Arkin                    | |
| Johnny Got His Gun                      | 1971 | Jesus Christ                                    | Dalton Trumbo                 | |
| Klute                                   | 1971 | John Klute                                      | Alan J. Pakula                | NAACP Image Award for Outstanding Actor in a Motion Picture |
| F.T.A.                                  | 1972 | Himself                                         | Francine Parker               | Documentar; și producător |
| Steelyard Blues                         | 1973 | Jesse Veldini                                   | Alan Myerson                  | Și producător executiv Nominalizare — BAFTA Award for Best Actor |
| Lady Ice                                | 1973 | Andy Hammon                                     | Tom Gries                     | |
| Don't Look Now                          | 1973 | John Baxter                                     | Nicolas Roeg                  | Nominalizare — BAFTA Award for Best Actor |
| Alien Thunder                           | 1974 | Sergeant Dan Candy                              | Claude Fournier               | |
| S*P*Y*S                                 | 1974 | Bruland                                         | Irvin Kershner                | |
| The Day of the Locust                   | 1975 | Homer Simpson                                   | John Schlesinger              | |
| End of the Game                         | 1975 | Lt. Robert Schmied                              | Maximilian Schell             | |
| 1900                                    | 1976 | Attila Mellanchini                              | Bernardo Bertolucci           | |
| Fellini's Casanova                      | 1976 | Giacomo Casanova                                | Federico Fellini              | |
| The Eagle Has Landed                    | 1976 | Liam Devlin                                     | John Sturges                  | |
| The Kentucky Fried Movie                | 1977 | The Clumsy Waiter                               | John Landis                   | Segmentul: "That's Armageddon" |
| The Disappearance                       | 1977 | Jay Mallory                                     | Stuart Cooper                 | |
| Blood Relatives                         | 1978 | Steve Carella                                   | Claude Chabrol                | |
| National Lampoon's Animal House         | 1978 | Professor Dave Jennings                         | John Landis                   | |
| Invasion of the Body Snatchers          | 1978 | Dr. Matthew Bennell                             | Philip Kaufman                | Nominalizare — Saturn Award for Best Actor |
| Murder by Decree                        | 1979 | Robert Lees                                     | Bob Clark                     | |
| A Man, a Woman and a Bank               | 1979 | Reese Halperin                                  | Noel Black                    | |
| The Great Train Robbery                 | 1979 | Agar                                            | Michael Crichton              | |
| Bear Island                             | 1979 | Frank Lansing                                   | Don Sharp                     | |
| North China Factory                     | 1980 | Narator (voce)                                  | Tony Ianzelo                  | Documentar |
| Ordinary People                         | 1980 | Calvin Jarrett                                  | Robert Redford                | Nominalizare — Golden Globe Award for Best Actor – Motion Picture Drama |
| Nothing Personal                        | 1980 | Roger Keller                                    | George Bloomfield             | |
| Threshold                               | 1981 | Dr. Thomas Vrain                                | Richard Pearce                | Genie Award for Best Performance by an Actor in a Leading Role Karlovy Vary International Film Festival for Best Actor |
| Gas                                     | 1981 | Nick the Noz                                    | Les Rose                      | |
| Eye of the Needle                       | 1981 | Henry Faber                                     | Richard Marquand              | |
| Max Dugan Returns                       | 1983 | Officer Brian Costello                          | Herbert Ross                  | |
| Ordeal by Innocence                     | 1984 | Dr. Arthur Calgary                              | Desmond Davis                 | |
| Crackers                                | 1984 | Weslake                                         | Louis Malle                   | |
| Revolution                              | 1985 | Sergeant Major Peasy                            | Hugh Hudson                   | |
| Heaven Help Us                          | 1985 | Brother Thadeus                                 | Michael Dinner                | |
| The Wolf at the Door                    | 1986 | Paul Gauguin                                    | Henning Carlsen               | |
| The Trouble with Spies                  | 1987 | Appleton Porter                                 | Burt Kennedy                  | |
| The Rosary Murders                      | 1987 | Father Robert Koesler                           | Fred Walton                   | |
| Apprentice to Murder                    | 1988 | John Reese                                      | Ralph L. Thomas               | |
| Lost Angels                             | 1989 | Doctor Charles Loftis                           | Hugh Hudson                   | |
| A Dry White Season                      | 1989 | Ben du Toit                                     | Euzhan Palcy                  | |
| Lock Up                                 | 1989 | Warden Drumgoole                                | John Flynn                    | Nominalizare — Golden Raspberry Award for Worst Supporting Actor |
| Buster's Bedroom                        | 1990 | Dr. O'Connor                                    | Rebecca Horn                  | |
| Bethune: The Making of a Hero           | 1990 | Dr. Norman Bethune                              | Phillip Borsos                | |
| Scream of Stone                         | 1991 | Ivan                                            | Werner Herzog                 | |
| JFK                                     | 1991 | X                                               | Oliver Stone                  | |
| Eminent Domain                          | 1991 | Josef Borski                                    | John Irvin                    | |
| Backdraft                               | 1991 | Ronald Bartel                                   | Ron Howard                    | |
| The Poky Little Puppy's First Christmas | 1992 | Narator (voce)                                  | Michael Sporn                 | |
| The Railway Station Man                 | 1992 | Roger Hawthorne                                 | Michael Whyte                 | |
| Buffy the Vampire Slayer                | 1992 | Merrick Jamison-Smythe                          | Fran Rubel Kuzui              | |
| The Setting Sun                         | 1992 | John Williams                                   | Rou Tomono                    | |
| Younger and Younger                     | 1993 | Jonathan Younger                                | Percy Adlon                   | |
| Six Degrees of Separation               | 1993 | Flan Kittredge                                  | Fred Schepisi                 | |
| Red Hot                                 | 1993 | Kirov                                           | Paul Haggis                   | |
| Shadow of the Wolf                      | 1993 | Henderson                                       | Jacques Dorfmann Pierre Magny | |
| Benefit of the Doubt                    | 1993 | Frank                                           | Jonathan Heap                 | |
| The Puppet Masters                      | 1994 | Andrew Nivens                                   | Stuart Orme                   | |
| Disclosure                              | 1994 | Bob Garvin                                      | Barry Levinson                | |
| Outbreak                                | 1995 | Major General Donald McClintock                 | Wolfgang Petersen             | |
| Hollow Point                            | 1996 | Garrett Lawton                                  | Sidney J. Furie               | |
| A Time to Kill                          | 1996 | Lucien Wilbanks                                 | Joel Schumacher               | |
| The Assignment                          | 1997 | Jack Shaw                                       | Christian Duguay              | |
| Shadow Conspiracy                       | 1997 | Jacob Conrad                                    | George P. Cosmatos            | |
| Free Money                              | 1998 | Judecătorul Rolf Rausenberger                   | Yves Simoneau                 | |
| Fallen                                  | 1998 | Locotenentul Stanton                            | Gregory Hoblit                | |
| Without Limits                          | 1998 | Bill Bowerman                                   | Robert Towne                  | Nominalizare — Golden Globe Award for Best Supporting Actor – Motion Picture Nominalizare — Satellite Award for Best Supporting Actor – Motion Picture Nominalizare — National Society of Film Critics Award for Best Supporting Actor (2nd Place) |
| Virus                                   | 1999 | Captain Robert Everton                          | John Bruno                    | |
| Instinct                                | 1999 | Doctor Ben Hillard                              | Jon Turteltaub                | |
| Panic                                   | 2000 | Michael                                         | Henry Bromell                 | |
| Space Cowboys                           | 2000 | Captain Jerry O'Neill                           | Clint Eastwood                | |
| The Art of War                          | 2000 | United Nations Secretary-General Douglas Thomas | Christian Duguay              | |
| Threads of Hope                         | 2000 | Narator (voce)                                  | Andrew Johnson                | Documentar |
| Final Fantasy: The Spirits Within       | 2001 | Dr. Sid (voce)                                  | Hironobu Sakaguchi            | [ 1 ] |
| Big Shot's Funeral                      | 2002 | Rob Tyler                                       | Feng Xiaogang                 | |
| Fellini: I'm a Born Liar                | 2002 | Rolul său / Giacomo Casanova                    | Damian Pettigrew              | Documentar |
| The Italian Job                         | 2003 | John Bridger                                    | F. Gary Gray                  | |
| Five Moons Square                       | 2003 | Judge Rosario Sarracino                         | Renzo Martinelli              | |
| Baltic Storm                            | 2003 | Lou Aldryn                                      | Reuben Leder                  | |
| Cold Mountain                           | 2003 | Reverend Monroe                                 | Anthony Minghella             | |
| Aurora Borealis                         | 2005 | Ronald                                          | James C.E. Burke              | Nominalizare — Satellite Award for Best Supporting Actor – Motion Picture |
| Fierce People                           | 2005 | Ogden C. Osbourne                               | Griffin Dunne                 | |
| Pride and Prejudice                     | 2005 | Mr. Bennet                                      | Joe Wright                    | Nominalizare — Chicago Film Critics Association Award for Best Supporting Actor |
| American Gun                            | 2005 | Carl Wilk                                       | Aric Avelino                  | |
| Lord of War                             | 2005 | Colonel Oliver Southern                         | Andrew Niccol                 | Voce |
| An American Haunting                    | 2005 | John Bell                                       | Courtney Solomon              | |
| Ask the Dust                            | 2006 | Hellfrick                                       | Robert Towne                  | |
| Beerfest                                | 2006 | Johann von Wolfhaus                             | Jay Chandrasekhar             | Nemenționat |
| Land of the Blind                       | 2006 | Thorne                                          | Robert Edwards                | |
| Reign Over Me                           | 2007 | Judge Raines                                    | Mike Binder                   | |
| Puffball                                | 2007 | Lars                                            | Nicolas Roeg                  | |
| Days of Darkness                        | 2007 | Rolul său                                       | Denys Arcand                  | |
| Dinosaurs: Giants of Patagonia          | 2007 | Narator (voce)                                  | Marc Fafard                   | |
| Trumbo                                  | 2007 | Rolul său                                       | Peter Askin                   | Documentar |
| Fool's Gold                             | 2008 | Nigel Honeycutt                                 | Andy Tennant                  | |
| Astro Boy                               | 2009 | President Stone                                 | David Bowers                  | Voce |
| The Con Artist                          | 2010 | John Kranski                                    | Risa Garcia                   | |
| The Mechanic                            | 2011 | Harry McKenna                                   | Simon West                    | |
| The Eagle                               | 2011 | Aquila                                          | Kevin Macdonald               | |
| Horrible Bosses                         | 2011 | Jack Pellitt                                    | Seth Gordon                   | |
| Man on the Train                        | 2011 | The Professor                                   | Mary McGuckian                | |
| Jock the Hero Dog                       | 2011 | Narrator / Sir Percy Fitzpatrick (voce)         | Duncan MacNeillie             | [ 1 ] |
| The Hunger Games                        | 2012 | President Coriolanus Snow                       | Gary Ross                     | |
| Dawn Rider                              | 2012 | Cochrane                                        | Terry Miles                   | |
| Assassin's Bullet                       | 2012 | Ambassador Ashdown                              | Isaac Florentine              | |
| The Best Offer                          | 2013 | Billy Whistler                                  | Giuseppe Tornatore            | |
| The Hunger Games: Catching Fire         | 2013 | President Coriolanus Snow                       | Francis Lawrence              | Teen Choice Award for Choice Movie Villain Nominalizare — MTV Movie Award for Best Villain |
| Jappeloup                               | 2013 | John Lester                                     | Christian Duguay              | |
| The Calling                             | 2014 | Father Price                                    | Jason Stone                   | |
| The Hunger Games: Mockingjay – Part 1   | 2014 | President Coriolanus Snow                       | Francis Lawrence              | Nominalizare — Teen Choice Award for Choice Movie Villain Nominalizare — Kids' Choice Award for Favorite Villain |
| Forsaken                                | 2015 | Rev. Clayton                                    | Jon Cassar                    | |
| The Hunger Games: Mockingjay – Part 2   | 2015 | President Coriolanus Snow                       | Francis Lawrence              | |
| Milton's Secret                         | 2016 | Grandpa Howard                                  | Barnet Bain                   | |
| The Leisure Seeker                      | 2017 | John                                            | Paolo Virzì                   | |
| Basmati Blues                           | 2017 | Gurgon                                          | Danny Baron                   | |
| Measure of a Man                        | 2018 | Dr. Kahn                                        | Jim Loach                     | |
| Ad Astra                                | 2019 |                                                 | James Gray                    | Filmări |
| The Burnt Orange Heresy                 | 2019 | Jerome Debney                                   | Giuseppe Capotondi            | Filmări |

### Televiziune
| Emisiune                                  | An        | Rol                         | Note |
| ----------------------------------------- | --------- | --------------------------- | --- |
| Studio 4                                  | 1962      | Switchboard Operator        | Episodul: "Flight Into Danger" |
| Man of the World                          | 1962      | Unhelpful Neighbour         | Episodul: "Portrait of a Girl"; Nemenționat |
| The Odd Man                               | 1963      | Mitch Scott                 | Episodul: "A Pattern of Little Silver Devils" |
| The Sentimental Agent                     | 1963      | Hotel Clerk                 | Episodul: "A Very Desirable Plot" |
| Hamlet at Elsinore                        | 1964      | Prince Fortinbras           | Film TV |
| The Saint                                 | 1965–1966 | John Wood / Jim McCleery    | 2 episoade |
| A Farewell to Arms                        | 1966      | Sim                         | 2 episoade |
| Court Martial                             | 1966      | Cpl. Brown                  | Episodul: "All Is a Dream to Me" |
| Theatre 625                               | 1966      | Union Captain / Priest      | 2 episoade |
| Gideon's Way                              | 1966      | Phillip Guest               | Episodul: "The Millionaires' Daughter" |
| The Avengers                              | 1967      | Jessel                      | Episodul: "The Superlative Seven" |
| Man in a Suitcase                         | 1967–1968 | Earle / Willard             | 2 episoade |
| The Sunshine Patriot                      | 1968      | Benedeck                    | Film TV |
| The Champions                             | 1969      | David Crayley               | Episodul: "Shadow of the Panther" |
| The Name of the Game                      | 1969      | Jerry Trevor                | Episodul: "The Suntan Mob" |
| Bethune                                   | 1977      | Dr. Norman Bethune          | Film TV |
| The Winter of Our Discontent              | 1983      | Ethan Allen Hawley          | Film TV |
| Quicksand: No Escape                      | 1992      | Murdoch                     | Film TV Nominalizare — CableACE Award for Supporting Actor in a Movie or Miniseries                                                                                                  |
| Oldest Living Confederate Widow Tells All | 1994      | Captain William Marsden     | Film TV |
| The Lifeforce Experiment                  | 1994      | Dr. 'MAC' MacLean           | Film TV |
| Citizen X                                 | 1995      | Colonel Mikhail Fetisov     | Film TV Golden Globe Award for Best Supporting Actor – Series, Miniseries or Television Film Primetime Emmy Award for Outstanding Supporting Actor in a Miniseries or a Movie        |
| The Simpsons                              | 1996      | Hollis Hurlbut              | Voce Episodul: "Lisa the Iconoclast" |
| Natural Enemy                             | 1997      | Ted Robards                 | Film TV |
| Behind the Mask                           | 1999      | Dr. Bob Shushan             | Film TV |
| The Hunley                                | 1999      | Gen. Pierre G.T. Beauregard | Film TV |
| The Big Heist                             | 2001      | Jimmy Burke                 | Film TV |
| Uprising                                  | 2001      | Adam Czerniaków             | Film TV |
| Queen Victoria's Empire                   | 2001      | Narrator                    | 4 episoade |
| Path to War                               | 2002      | Clark Clifford              | Film TV Golden Globe Award for Best Supporting Actor – Series, Miniseries or Television Film                                                                                         |
| Salem's Lot                               | 2004      | Richard Straker             | 2 episoade |
| Frankenstein                              | 2004      | Captain Walton              | 2 episoade |
| Commander-in-Chief                        | 2005–2006 | Nathan Templeton            | 19 episoade Nominalizare — Golden Globe Award for Best Supporting Actor – Series, Miniseries or Television Film                                                                      |
| Human Trafficking                         | 2005      | Agent Bill Meehan           | 4 episoade Nominalizare — Golden Globe Award for Best Actor – Miniseries or Television Film Nominalizare— Primetime Emmy Award for Outstanding Lead Actor in a Miniseries or a Movie |
| Dirty Sexy Money                          | 2007–2009 | Patrick "Tripp" Darling III | 23 episoade Nominalizare — Golden Globe Award for Best Supporting Actor – Series, Miniseries or Television Film                                                                      |
| The Pillars of the Earth                  | 2010      | Earl Bartholomew            | 4 episoade |
| Moby Dick                                 | 2011      | Father Mapple               | 2 episoade |
| Treasure Island                           | 2012      | Captain Flint               | Episodul #1.1 |
| Crossing Lines                            | 2013–2015 | Michel Dorn                 | 34 episoade |
| Pirate's Passage                          | 2015      | Captain Charles Johnson     | Voce Film TV |
| Ice                                       | 2016–2017 | Pieter Van De Bruin         | 8 episoade |
| Trust                                     | 2018      | J. Paul Getty               | 10 episoade |